# Jordi Belin
Jordi Belin (13 juli 1995) is een Belgisch voetballer die speelt als doelman. 

## Carrière
Nadat Belin de jeugdopleidingen van OH Leuven en KV Mechelen had doorlopen, tekende hij in juli 2013 een contract bij R. White Star Bruxelles. Hij maakte zijn debuut op 17 november 2013 in een wedstrijd tegen SC Eendracht Aalst, nadat eerste doelman Jody Viviani zich had geblesseerd tijdens de opwarming. In 2018 tekende hij bij Patro Eisden Maasmechelen.
Op 1 juli 2025 geraakte bekend dat zijn contract bij Patro Eisden Maasmechelen werd stopgezet.

## Clubstatistieken
| Seizoen | Club                      | Competitie             | Competitie | Competitie | Beker | Beker | Internationaal | Internationaal | Totaal | Totaal |
| Seizoen | Club                      | Competitie             | Wed.       | Dlp.       | Wed.  | Dlp.  | Wed.           | Dlp.           | Wed.   | Dlp.   |
| ------- | ------------------------- | ---------------------- | ---------- | ---------- | ----- | ----- | -------------- | -------------- | ------ | ------ |
| 2013/14 | R. White Star Bruxelles   | Tweede klasse          | 1          | 0          | 0     | 0     | —              | —              | 1      | 0      |
| 2014/15 | R. White Star Bruxelles   | Tweede klasse          | 20         | 0          | 1     | 0     | —              | —              | 21     | 0      |
| 2015/16 | R. White Star Bruxelles   | Tweede klasse          | 4          | 0          | 1     | 0     | —              | —              | 5      | 0      |
| 2016/17 | R. White Star Bruxelles   | Eerste klasse amateurs | 15         | 0          | 0     | 0     | —              | —              | 15     | 0      |
| 2016/17 | KV Woluwe-Zaventem        | Tweede klasse amateurs | 8          | 0          | 0     | 0     | —              | —              | 8      | 0      |
| 2017/18 | Wallonia Walhain          | Tweede klasse amateurs | 28         | 0          | 2     | 0     | —              | —              | 30     | 0      |
| 2018/19 | Patro Eisden Maasmechelen | Tweede klasse amateurs | 29         | 0          | 1     | 0     | —              | —              | 30     | 0      |
| 2019/20 | Patro Eisden Maasmechelen | Eerste klasse amateurs | 24         | 0          | 1     | 0     | —              | —              | 25     | 0      |
| 2020/21 | Patro Eisden Maasmechelen | Eerste klasse amateurs | 0          | 0          | 0     | 0     | —              | —              | 0      | 0      |
| Totaal  | Totaal                    | Totaal                 | 129        | 0          | 6     | 0     | 0              | 0              | 135    | 0      |

Bijgewerkt op 25 mei 2020.

## Palmares
| Nationaal                    |    |      |                    |
| Titel Tweede klasse          | 1x | 2016 | White Star Brussel |
| Titel Tweede klasse amateurs | 1x | 2019 | Patro Eisden       |

1 Geladé ·
3 Kis ·
4 Borry ·
5 Olivier ·
6 Dijkhuizen ·
7 Van Eenoo ·
8 Peeters ·
11 Dansoko ·
12 Belin ·
14 Renson  ·
17 Che ·
18 Kenne ·
20 Wilmots ·
26 Kempeneers ·
27 Vreys ·
29 Pietermaat ·
30 Bammens ·
37 Francisco ·
40 Simba ·
45 Ndior ·
48 Abid ·
52 Sarfo ·
81 Mabanza ·
90 Kiankaulua ·
99 Van Landschoot ·
Coach: Stijnen